# ジャングルはいつもハレのちグゥ
『ジャングルはいつもハレのちグゥ』（以下「ハレのちグゥ」）は、金田一蓮十郎による日本の漫画作品。また、これを原作にしたアニメ作品。1996年から2003年まで『月刊少年ガンガン』（スクウェア・エニックス）にて連載された。原作漫画は100話をもって一区切りとし、新たに『ハレグゥ』と改題した上で、同じく『月刊少年ガンガン』にて2003年2月号から2009年10月号まで連載した。

## 概要
ジャングルに住む少年「ハレ」が、正体不明の少女「グゥ」や友人・家族たちの奇行に振り回されるギャグ漫画。全体的に明るいノリだが、登場キャラクターの中にはシビアな過去を持つ者もおり、シリアスな展開となる話も多い。
作品の第一部にあたる『ジャングルはいつもハレのちグゥ』はエニックスの漫画雑誌『月刊少年ガンガン』の1997年の第4号から2003年の1月号まで連載された。全100話。単行本は全10巻。2001年にはテレビ東京系列全9局ネットでアニメ化された。OVAも2作作られた（詳細は#アニメを参考）。原作・アニメ共に話数の単位は「illusion」。
続編にあたる『ハレグゥ』は同雑誌にて2003年2月号から2009年10月号まで連載された。話数の単位は「ACT」。全81話。単行本は全10巻。「ハレグゥ」に改名した理由としては、作者いわく「ジャングルにこだわる必要がなくなったから」らしい。以下、本記事のコミックス巻数を示す記述で「新○巻」と表記されていた場合、この『ハレグゥ』の巻数を表すこととする。
2019年4月時点でコミックス累計発行部数は390万部を突破している。
作者が大阪府出身ということもあり、キャラクターの会話に大阪弁が多用されている。
2021年4月24日から5月16日まで、本作の原画展が開催された。

## あらすじ

### ジャングルはいつもハレのちグゥ
ハレとグゥとその周辺のジャングルでのお話。ただし、第37話から第58話までは、話の舞台をウェダの実家がある都会に移す（コンクリートジャングルという意味合いもある）。
ある晩、ウェダが村の集会に行き、孤児のグゥを連れて帰ってくるところから第1話が始まる。

### ハレグゥ
「ジャングルはいつもハレのちグゥ」の最終回直後から続く。
父親の遺産相続を巡って命を狙われるウェダは、一連の騒動の決着をつけるべく再び実家に出向く。ジャングルの子供たちも同行し、そこで現地の学校に通うことになる。

## 登場人物

### 主人公
ハレ
声 - 愛河里花子
本作の主人公。ジャングルに住む少年。作中におけるほぼ唯一と言っていいツッコミ役。初登場時10歳。新7巻時点では14歳。マリィとは互いに好意を抱いており、後に正式にカップルとなる。
グゥなどの周囲の人間関係で苦労が絶えず、それが原因となり、子供らしからぬ思慮深さと面倒見の良さを持つ（過去の世界でアランと会った際には「三十路前の青年のよう」と言われた）。かなりのゲームオタクで、ハードはほぼすべて所有している。グゥの体内に何度も入った影響で外国語も分かる。酒には弱く、酒癖も悪いようで、グゥのイタズラで誤って飲酒してしまった際には、すぐに酔って大暴れした。しかし泥酔時の記憶もしっかり残る質のため、酔いが醒めるとかなり後悔することになる。
母親のウェダは度を越してだらしないため、人間的な魅力があるとは思っていないが、女手一つで自分を育ててくれた彼女には感謝しており、深い愛情を抱いている（グゥからはマザコンと言われている）。逆に実父のクライヴとは性格が合わない上に、約10年間面識がなかったことから仲が悪く、他人行儀に「保健医」と呼んでいる。アメが生まれた時に互いに心を入れかえ一度だけ仲良くなったが、数コマ足らずでどちらもストレスから胃に穴が開き、血を吐いて倒れた。
女性にはモテるタイプで、本人もそれを自覚しているが、性格的に危険な女性が集まることが多いため、自慢したり、ひけらかすほどには光栄に思っていない。父親のクライヴをして微妙にヤバい女に好かれる傾向にあると言われている。グゥによって性別が逆転した世界では、女性となったハレは多くの男性に言い寄られており、どちらの世界でも異性にモテるようである。
『ハレグゥ』第80話でグゥが姿を消した際、世界で唯一彼女が存在したことを覚えており、彼女がいなくなったことを悲しんだ。それから6年後の第81話（最終回）ではマリィと結婚、顔がグゥそっくりの子供を得た。ジャングルの学校で教師の手伝いをしているが、定職には就いていないようである。
グゥ
声 - 渡辺菜生子 / 小林沙苗（大人）
本作のヒロインである正体不明の少女。ウェダによってジャングルで保護され、ハレと同い年で身寄りがなかったことから、ハレ一家の居候となり同じ学校に通うことになる。作者曰く「「何でもあり」というある意味ぞんざいな設定のもと好き勝手に動くキャラ」。出自は謎であり、結局最後まで明らかにされなかった。
髪形は白髪に近いピンクブロンドのおかっぱ頭で、同年代に比べてやや小柄な体格をしている。目は三白眼で、基本的に無表情かつ不愛想。妙にシニカルな態度をとることが多い。しかし初対面では愛想が良く、顔も美少女に変化し、年相応の可愛らしい振る舞いを見せる（ウェダから「第一印象さえよけりゃ仲よくなれる」とアドバイスされたため）。大人の姿になることもでき、無表情であることに変わりないが、端麗な顔立ちで、長身・長髪の美人へと変貌する。
とても人間とは思えない奇怪な行動をとり、魔法や超能力と言ってもさしつかえない不思議な能力を多数持つ。ハレ以外の人々はグゥの奇怪さをなぜか認識しておらず、グゥが起こした超常現象を目撃しても、それがグゥが原因とは考えない。ハレをいたぶるのが好きで、作中での代表的なトラブルメーカーであり、（意識的にせよ無意識的にせよ）彼女が発端となる事件・出来事は多い。
ありとあらゆる物を飲み込むことができる。飲み込んだ人物などは体内から出てくることも可能。また体内は飲み込んだ人間や謎の生物が生息する広大な四次元空間となっている。彼女を取り巻く外界の影響で体内の様子が変わり、ゲームのような空間や荒廃した世界など様々に変化する。グゥの体内では、互いに言葉が通じなくても相手の伝えたいことがわかるようになり、ハレ、誠一、ともよ、ひろこは長くグゥの体内にいたためその能力が体の外でも発揮される。
ちんちくりんステッキという、登場するたびに外見が変わる（バット、筆ペン、スキンヘッドの大男など）ステッキを使用し、「古今東西」と呪文を唱えることで、様々な魔法を使うことができる。
銃の腕はロバートも凌ぐ。アニメ版では右腕が開いた状態からガトリング砲のような物を出していた。
『ハレグゥ』第80話で突如姿を消し、ハレ以外の全ての者の記憶からも消滅。ちんちくりんステッキの効力も消え、体内で暮らしていた住人達も記憶喪失の状態で発見された。数年後、ハレとマリィが生んだ子どもはグゥそっくりな顔であった。

### ハレの家族
ウェダ
声 - 茂呂田かおる
本作の準ヒロインで、ハレの母親。開始当初25歳。特技は狩り。身長168cm、B90・W56・H88のFカップ。私生活では家事を息子に任せっきりにしたり、下着姿で部屋をうろついたり、酒を飲んだくれたりなどのだらしない面が目につくが、息子に対する愛情は人一倍深い。アメの妊娠を機にクライヴと結婚。アメの出産以降は性格や振る舞いは落ち着き気味である。
都会の良家であるフィアステイン家の生まれ。兄と姉が1人ずついる。14歳でハレを妊娠したことに起因して父親から勘当され、ジャングルにやってきた。子供のころは病気がちで自分の感情を押し殺す内気な少女だったが、ジャングルで暮らすうちにプラス思考で強気のイケイケ気質へと変貌を遂げた。
フィアステイン家からは追放されているが父親の遺産相続権は有しており、これを良しとしない甥のアルヴァから命を狙われることになる。なお、『ハレのちグゥ』中盤でベルとアシオがジャングルに来て以降、フィアステイン家との交流は再開され、復縁は徐々になされている。自身を勘当した父親、娘を守ることをしなかった母親をともに憎んでいたが、ハレの活躍で考えを改めた。一方、ベルやアシオをはじめとした実家の使用人たちとの関係は当初より良好である。
クライヴ
声 - 真殿光昭 / 大本眞基子（子供時代）
都会の病院からジャングルの学校にやってきた保健医。初登場時29歳。本人曰く「ボランティアのようなもの」らしいが、ジャングルに来た詳しい理由は不明。ウェダの元主治医。ジャングルでウェダと約10年ぶりに再会し、自分がハレの父親であることを知る。息子であるハレとは犬猿の仲。
ウェダの主治医だった時10代後半であったことからも分かるように秀才で、医者としては非常に優秀だが、女たらしでかつ人間性に問題があり、ウェダがハレに父親の人格を尋ねられた際「性格破綻者」と形容したほど。しかし、ウェダがハレを妊娠したことで実家から勘当されたという事実を知り、軽い気持ちで彼女に手を出したことを内心悔やんでいた。後にウェダの二度目の妊娠の際には、腹をくくって彼女にプロポーズ、名実共に夫婦となる。
白髪なのは染めているからで、地毛は黒髪。しかし白髪だとダマに死んだ夫と勘違いされ襲撃されるため（一時はかなりのトラウマになっていた）、ハレの進言で髪を黒く染め直した。
母親は、クライヴ曰く「男好きで節操のない女」であり、幼少期を疎まれて過ごしたため嫌っている（ハレからは同族嫌悪だと言われた）。
酒は弱く、ほとんど飲まない。酒に酔うと子供っぽく人に甘える振る舞いをする。
『ハレグゥ』からは登場する回数が大きく減っている。
アメ
声 - 白鳥由里
クライヴとウェダの間にできた2人目の子供。ハレが12歳のときに誕生した弟。名前は、ハレがグゥと過去の世界へ行った際、過去のウェダに自身の名を「アメ」と名乗ったことに起因。よくグゥに飲まれる。作者の「いかに楽するか」のコンセプトのもと、作画の簡略化が進まれていく。
ジャガー（仮）
ボーアが密かに育てていた『な〜ん』と鳴く猫。（仮）までが名前。名付け親はグゥ。子供の戯れで顔の毛を剃られ、ボーアと酷似した顔になる。その後ハレの家の飼い猫になる。

### ジャングルの人々

#### ハレのクラスメイト
マリィ
声 - 松岡由貴
レジィの妹。初登場時8歳。ハレに恋心を抱いており、後にカップルとなる。恋愛感情の激しさゆえに暴走することがよくある。ハレへの愛情は時が経つにつれて深まり、新5巻ではついにハレに「いつかマリィに殺される」と恐怖を抱かせるまでに至った。また、他人の恋愛沙汰も大好きで、その手の話になると暴走することが多々ある。
手先が器用で洋服は自作している。料理の腕はイマイチ（ハレ曰く「まずくもおいしくもない」）。
両親とは物心つく前に死別しており、親という存在への憧れが強い。そのため、ハレがクライヴのことを嫌っているのは理解していたものの、当初よりウェダとクライヴが復縁する事を強く望んでいた。幼い頃にレジィだけでなくウェダにも育てられており、彼女に非常に懐いている。
周囲の人々に比べるとクライヴのことを慕っているが、女癖が悪いことから「彼氏や夫としては最低」と思っており、クライヴの血を引くハレの将来をその点で不安に思っている。
最終回ではハレと結婚しており、子宝にも恵まれる。
トポステ
声 - 前田このみ
ボーアの曾孫で大阪弁でしゃべる。ポクテが好物。後に胸毛が生えてくるようになり、長老と同様に胸毛への思い入れが強い。ポクテをしばらく食べないと、胸毛が最後の力で異常発生し、胸毛に支配され、性格が変わる。この時の胸毛は他人に植え付けることができ、植え付けた相手を洗脳することができる。この能力により、一時期は都会の学校でクラスの長となっていた。『ハレグゥ』ではMに目覚め、ユミ先生と結ばれる。最終回では町で働いているとのこと。
グプタ
声 - 保志総一朗
お調子者の青年。ケンカ早く、見た目も不良風だが、飛行機や怪談などを怖がる。だらしない性格で学業にはあまり熱心ではない。部屋も汚く、そのせいで都会へ行ったときにアレ兄妹を連れてきてしまった。苦労人のハレにさえも「こんな可哀想な人見たことない」と思われるなど、作中の不幸度はハレに負けていない。
本人はばれていないつもりだったが、ラヴェンナに片想いしていることにはラヴェンナ以外の全員が気づいていた。彼女への告白に失敗した時の言葉のあやからスワヒリ語を学ぶことになったが、今ではそれにさらに3言語が加わっていて、マルチな翻訳家になることが夢ということになっており、もはや後には引けないレベルの嘘になっている。しかし後にしっかりラヴェンナに告白し、見事カップルとなった。
『ハレグゥ』62話から63話で、グゥのちんちくりんステッキの力で世界中の性別が逆転した際、恋に恋する乙女キャラクターとして生まれ変わる。あまりに原型をとどめてない変身ゆえに、ハレに「女子に生まれたほうが良かったんじゃないか？」と言われた。キャラクターの性別転換が元に戻った後も、グプタだけは性別が入れ替わった状態が79話まで継続したが（連載期間では約1年半）、グゥの消失に伴い性別が戻った。最終回ではジャングルの学校で教師として働いている。
ウイグル
声 - 岩永哲哉
クラスメート中では最年長の青年（ハレより6歳上）。皆の兄貴分的な存在。ウェダに恋心を抱いている。ウェダの結婚の際はひどく動揺し暴走したが、その後も「人妻萌え」という趣味に形を変え、密かにウェダに想いを寄せているようである。
影の薄いキャラであり、唯一の個性と言える「人妻萌え」という趣味も、次第に消えてきていることを仲間たちから指摘されてしまう（新2巻）。その際キャラとしての個性を皆で考えたが見つからなかった。長期間登場していなかった時はハレですらも彼の顔を忘れてしまうほどであった。
ネガティブな性格で、いったん落ち込むとどん底まで落ちる。作中で2回自殺を試みたことがある。
新5巻では都会に残り、大学で学ぶためウェダの実家に留まることとなる。新8巻では大学の友人達とルームシェアをしながら生活することになった。教師を目指しており、最終回（80話から6年後）では大学に残って教授の助手をしている。
極度のネガティブ思考とウェダへの偏執的な片思いを除けば、ハレグゥでは数少ない常識人と言えるキャラ。
ラヴェンナ
声 - 白鳥由里
マイペースな天然キャラ。看護師を目指して日々勉強している。度を越えて忘れっぽい性格で、また非常に鈍感。『ハレのちグゥ』時代はどちらかと言えば地味なキャラだった（本人曰く「特徴がないことが特徴」。しかしハレたちからは否定されている）。後にグプタから告白され、カップルに。『ハレグゥ』最終回ではきちんと看護師になれたことが語られている。
ワジ
声 - 岸尾大輔
いつも満面の笑みで笑っている。笑い上戸で、ちょっとしたことでも大笑いする。
性別は不明。『ハレのちグゥ』10巻のあとがき4コマでは、作者から「（男でも女でも）どっちでもいいと思っている」、「アニメでの声優が男性なので男の子かな」とアバウトな扱いを受けている。健康診断では他の男性キャラと一緒に診察を受けていたが、ダマがトムとの対決で金的をした際には男性陣が赤子のアメを含めてリアクションをしていたのに対し、ワジは女性陣と同様に冷静に傍観していたりと、やはり性別に関してははっきりしない描写となっている。
キャラクター人気ランキングでのショートネタ以来、父親に虐待されている裏設定が時折見受けられる。トポステ同様、『ハレグゥ』最終回では町で働いていることが語られている。
サギン
声 - 石川静
無口な少年。モブの如く存在感が薄い。ラーヤとよく一緒にいる。
ラーヤ
声 - 倉田雅世
無口な少女。サギンと同様、モブの如く存在感が薄い。病気がちでのんびり屋。マリィと同級生で仲良し。グゥとも仲が良い。
ジャングルの学校では年齢に関わらず全員が一つのクラスで学ぶが、新2巻において都会の学校に通うにあたり、以下のような学年（年齢）差が設定された。
| 学年差    | キャラ（誕生月）                              |
| --------- | --------------------------------------------- |
| +6        | ウイグル (6)                                  |
| +4        | グプタ (5)、ラヴェンナ (4)                    |
| +3        | ワジ (7)                                      |
| 0（基準） | ハレ (1)、トポステ (12)、サギン (5)、グゥ (?) |
| -2        | マリィ (8)、ラーヤ (10)                       |

#### その他の人々
ボーア
声 - 玄田哲章
村の長老（兼村長）。トポステの曾祖父。開始当初89歳。後に世代交代により長老の座から退く。
モジャモジャの胸毛が特徴。胸毛はむしられてもすぐに再生する。グゥに2度むしられた後は生えてこなくなってしまい、胸毛のヅラで誤魔化していたが、その胸毛のスランプが原因で、夢の中に創り上げた理想の世界へ逃避して目覚めなくなってしまう。グゥによりその問題が解決された後、溜まっていた増毛力が一気に目覚め、彼の胸毛は家を覆いつくすほどに成長した。現在は落ち着いたものの、体中が毛玉状態になっている。
彼本体の胸毛と抜けた胸毛の塊はワープゾーンとしてつながっている（一部はダマのアフロヘアーともつながっている）。
胸毛の一件もあり、グゥのことを非常に恐れている。ちなみにグゥは大人状態で胸毛を刈ったようであるが、大人グゥ＝グゥ（小）であると認識している模様。
レベッカ
声 - 中村尚子
ハレの家のお隣さん。初登場時27歳。ウェダと仲がよい、美人なお姉さん。幼い時に母親とともに川を渡ろうとしたところ、事故によって流され行方不明になったが、その後ポクテに育てられているところを発見されたという過去を持つ。村では有名な話のようだが、本人は自身がポクテに育てられたという事実を知らない。今でもポクテに身の回りの世話され、常に守られているが、本人は気づいていない。レジィと付き合っており、のちに結婚。
レジィ
声 - 井上和彦
ハレの通う学校の先生。初登場時27歳。マリィの兄。深夜放送の懐かしのアニメを見ているため（一時期はポクテに睡眠を妨害されていたため）、日中は眠そうにしていることが多い。自分が眠いという理由で授業を「昼寝の時間」や「自習」に変更することがあるなど、教師としてはややだらしない面が目立つが、生徒からの人気は高いようである。
学生時代に両親を同時に病気で失う。ボーアからマリィの養育の申し出があったが断り、幼いマリィを唯一の家族である自分が育てることを決意する。慣れない育児に悪戦苦闘していた頃に、ジャングルにやってきてハレを出産し育児中だったウェダと親しくなり、一緒に協力し合って子育て生活を共にした。ウェダに恋心を抱いた時期もあったようだが、ウェダの酒癖の悪さを知り気持ちが冷める。
レベッカと付き合っているためにポクテたちに恨まれていたが、ポクテの長に挨拶に行くとおさまった。その後、「人類初のポクテの長」となる。
ローニャ
ワジの母。32歳。いつもニコニコしていて優しい。どんな逆境にも耐えることのできる芯の強い女性。村の集会によく参加している。『ハレのちグゥ』初期には度々コマ内に登場していたが、中期以降からは登場回数が激減した。
チェット
声 - 吉水孝宏
通称バカップル（男）。イギリスの上流階級の生まれで、遺跡の研究のためジャングルに赴く。その際に、ガイドだったアディに一目惚れし、そのまま住み付く。いつもアディといちゃついており、登場する度に表現規制がかかるくらいに度を越したイチャつきぶりを見せる。アディと共にグゥに飲まれ、腹の中の住人に。「ハレグゥ」第80話で腹の中の記憶を失った状態で発見された。
アディ
声 - 宇和川恵美
通称バカップル（女）。ジャングルのガイドをしていた時にチェットと出会った。最初はチェットの軽い態度に嫌悪感を抱いていたが、チェットの熱意に惚れ、カップルに。いつもチェットとイチャついているためハレたちにはウザがられている。チェットと共にグゥに飲まれ、腹の中の住人に。「ハレグゥ」第80話で腹の中の記憶を失った状態で発見された。
カノッサ
グプタの兄。27歳。ミュージシャンとして街で暮らしていて、あまり家には帰らない。
ダマ
声 - 神代知衣 / 弥永和子 / 小山茉美
隣村に住む散髪屋のお婆さん。白髪の男性を亡き夫の姿と重ね合わせて追い掛け回す性質がある。次第にそれがエスカレートして最終的にバーサーカーと化し、ハレたちを戦慄させた。特にクライヴに対しては執拗に付きまとい、大きなトラウマを与えた（アニメ版では、夜の校舎でクライヴを追い回すためにナイトビジョンまで持ち出す程）。
後に、グゥに強くなりたいと頼み指南し、ハレを人質にウェダを襲った銀行強盗のトムと死闘を繰り広げ（後に結婚）、ジャングルの人々から英雄的な扱いを受けたり、惚れた男が女を手駒として使う殺し屋で最終的にウェダの命を狙うことになるなど、かなりの変貌を遂げたキャラクター。シーンによっては声までもが変貌する。
現在はジャズバーを経営しており、タマ、トム、メイが働いている。
初期には「霊感がある」という設定があった。
ユミ
声 - 皆川純子
レジィが風邪をひいた際に、代理として隣村から来た教師。美人だが性格に問題がある。惚れっぽい性格で、当初はレジィが好きだったようだがクライヴやハレに想いを寄せていたことも。その後トポステをストーキングするようになる。キレやすく、レジィを椅子で殴ったりハレの家を破壊するなど、暴力的な面も目立つ。また変わり身の早さが尋常でない。新5巻で、トポステと両想いに。
ネギ
ユミの妹。
トム
声 - 藤原啓治
ハレが都会で出会った銀行強盗。都会にてウェダの活躍で強盗に失敗したことを恨み、復讐のためジャングルにやって来るがダマに倒される。その後ダマと結婚。幸せな結婚生活を送っている。ハレと語れるほどのゲームオタクで、断然ROM派（セーブ・ロードの時間が理由）。ゲームは音質や画質よりも内容や自由度を重視している。
アレ兄妹
声 - 兄：櫻井孝宏 / 妹：矢島晶子
アレがちんちくりんステッキによって人間化した姿。兄妹共に前髪で片目を隠し、黒を基調とした服を着ている。性格は極端に暗くネガティブで、黙々と物事を語る。
最初はハレの家で生活していたが（その時は自分達を含めた65匹の兄弟がいた。）、ウェダが大掃除をしたことによってハレの家を追われたため、部屋が汚いグプタの家に住み着くこととなる。グプタが他のメンバーと都会に出てきた際に鞄に忍び込んでウェダの実家に移り住み、大繁殖した。
その後どちらかの娘が一匹ジャングルに来ており、ボーアの毛の中で死にかけていた別のオスと結ばれ、グプタの家に住んでいる。
メイ
隣村の住人。ダマのジャズバーで働いている。夫は外国人で一緒に暮らしておらず、また関係はあまり良好ではない。ウェダと顔見知りで、ハレに一度ベビーシッターを頼んだ。
リリ
メイの娘。5歳児であるが、非常に大人びた話し方をする。父親への不信感から、世の男性に対して失望していたが、ハレとのやり取りを通して考えを改め、心を開くようになった。
マル
メイの娘、リリの妹。

#### ジャングルの生物
ポクテ
正式名称はのんでポクテ。このジャングルだけに生息している、ウサギの一種。しかし見た目はうさぎとは言い難く、アルヴァが「うさぎではないと思う」と言った時、ハレも心の中で同意していた。
聖獣として崇められているが、食用にもされる。栄養豊富だが、その含まれる栄養素に胸毛の増殖を促進するものがあるらしい。ボーアの大好物であり、毎日欠かさず食べている。トポステによると美味しいらしいが、最近の子供達にはあまり人気がないようである。
社会的動物であり、「長」を頂点とした社会生活を営む。一定数集まるとテレパシーが使え、人間に意思を伝達できるという特殊能力を持つ。気に入った人間には食べてもらうため、気に入らない人間には恨みを込めて、その家の前で自害するという変わった習性がある。
満田（マンダ）
お菓子なのだが、まるで生物。草の実として生えていたり、時折動き回る姿を色々な場所で見かける。饅頭のような白い姿に顔のようなもの、そして手が生えている。目のような箇所から中のイチゴジャムを吸って食べるが、押し過ぎるとジャムが飛び出るので注意して食べなければならない。熟れ始めると劇画調の顔つきになり、食べられなくはないが甘すぎるらしい。そして賞味期限が過ぎると中にガスがたまり、楳図かずおの漫画のキャラクターが驚愕した時のような顔になって、やがて破裂してしまう。針刺しとしても使える。ベルはこの満田を採ることにはまっていた。
ピヨピヨ
通称ピヨちゃん。ピンク色のずんぐりむっくりな姿の愛らしい小鳥。ポクテと同様にあちこちに出没し、仲間と遊ぶ姿を見かける。人の心が読めるらしい。マリィがエサをあげた結果増えてしまい、軽く生態系が壊れている。作者はこの生物が大のお気に入りで、時々なぜ実在しないのか悲しくなると語っている。

### グゥの体内の人々・生物
橘誠一（たちばな せいいち）
声 - 石田彰
グゥに飲まれる前は上北高校（本人曰く有名進学校らしい）の3年生。高校では風紀委員を務めていたとのことだが、茶髪で耳にピアスを刺している。楽天家。飲み込まれたため、進学の道は絶たれているが、あまり気にしていない。『ハレグゥ』第80話でともよとひろこ、チェットとアディとともに記憶喪失の状態で発見される。
摩耗ともよ（まもう ともよ）
声 - 氷上恭子
グゥに飲まれる前は家事手伝い。18歳。天然ボケで、誠一と同じく楽天家で物怖じしない。昔は荒れていた時期もあったらしい。面倒見がよく、ヒィ、アメを気に入っている。
山田ひろこ
声 - 古山あゆみ
九州出身のOL。22歳。博多弁でしゃべる。上司と不倫関係にあったが失恋し、その苦から玄界灘に入水したが死にきれず、海を漂っていたところを、魚を採っていたグゥに偶然飲まれた。美人だが性格に問題があり、自分以外の全人類の不幸を願っている。キレるとドスの利いた博多弁で相手をまくしたて暴走する。毒のあるネガティブな言動が特徴。グゥの体内で暮らすようになってからは、初期の頃の暴れっぷりはなりを潜めている。清酒「鬼殺し」を常時携帯している。
ヒィ
ハレがジャングルで放し飼いしていた小鳥。グゥに飲まれた際、ともよに気に入られてしまったために腹から出してもらえなくなった。しばしば簡略化されて、鳩サブレーのような見た目で描かれる。
マンイーター
食人植物。巨大な花からタコ足のような触手が生えていて、それで歩行する。花の中央に巨大な目玉が一つある。幼体は小さくて愛らしく、ニコニコ笑っているように見えるが、それはただのまぶたの柄である。成体になると一気に凶暴化する。見知らぬ人間が増えると殺気立つ。
グゥ（大）
声 - 小林沙苗
胸毛をむしられたボーアが夢の中で創り出したイメージとしてのグゥであり、グゥ本人とは無関係な存在。外見は大人化したグゥと同じ。ボーアの夢の中に乗り込んだグゥ（小）に飲まれて以降体内の住人となる。イメージだけの存在で実体がないため、体外では存在することができない。

### 都会の人々

#### ウェダの実家
アラン・モニカ・フィアステイン
ウェダの父、ハレの祖父で、妻はシャロン。元・フィアステイン家の当主で、すでに故人。ウェダを勘当したことから、当初ハレは良い印象を抱いていなかったが、次第に人格者であったことが語られ、感情的になってウェダを勘当したことを自身が亡くなるまでずっと悔やみ続けていたことを知り、ハレも考えを改めた。実はハレが5歳の時に、ウェダに会いに単身ジャングルへ赴いていたが、道に迷い、結局ウェダに会うことは叶わなかった。その時、偶然ジャングルで出会い、道案内をしてくれたハレを写真に収めた。
シャロン・フィアステイン
声 - 麻生かほ里
ウェダの母親にして故・アランの妻でハレにとっては祖母にあたる。インド出身。普段は上品だがキツいところもあり、怒ると性格が変わる。ウェダがアランから勘当されたときに、妻としての立場の弱さから娘をかばえず、ウェダはそんな母親を父親以上に憎んでいたが、ハレの活躍で2人の関係は回復した。流されやすい性格であり、その性格はハレに遺伝している、第二回ウェダ争奪戦ではウェダの奔放さに諦めを感じ、ハレと共に「好きに生きたらいい」と投げやりな返事をしていた。
バーソロミュ・フィアステイン
アランとシャロンの第一子でウェダの兄。ハレの伯父にあたる。現・フィアステイン家の当主。仕事を精力的にこなし、日々を真面目に生きる人間。妻は人気女優のアンジェラで、実子にアルヴァを儲けている。
ドナ
アランとシャロンの第二子でウェダの姉。ハレの伯母にあたる。既婚者。苗字は不明。行動を勘に頼るエスパータイプ。
アルヴァ・フィアステイン
バーソロミュの息子で、母は女優のアンジェラ。ウェダの甥、ハレの従兄弟にあたる。同年齢のハレに比べかなり長身。ストレスがたまると眉毛を抜くという変わったクセがある。バーソロミュを非常に尊敬しており、ややファザコン気味である。危険思想の持ち主であり、ウェダを暗殺しようとした張本人。新5巻で、ウェダ暗殺騒動の責任として、1年間ハレのジャングルの家に仕えることになったが、常識が通じないジャングルでの生活に堪えかね、頻繁に脱走を試みるもことごとく失敗する。レベッカに好意をよせている。
ベル
声 - 横尾まり
屋敷の使用人。メイド長を務めている。長身で美人。幼い頃からウェダをよく知る人物であり、教育係を任されていた。ウェダに対する執着心は常軌を逸しており、たびたびウェダに対する妄想などで鼻血を出す。
体術の心得があり、その腕はロバートも上回る。ハレ曰く「格ゲーで使ったら友達を失くしそう」なコンボができる。医者のクライヴ曰く「人間の動きじゃない」とのこと。ウェダが勘当される原因になったクライヴを憎悪しており、会う度に手ひどく半殺しにしている。クライヴ以外でもウェダに手出しする者（本人いわく「お嬢様にたかる害虫」）があれば残虐な「死」を与える勢いである。ブーツには隠し武器が仕込まれている。ダマとやりあったこともあり最後には固い握手を交わした。
度々描写はあったが、新9巻のカバー裏において元男性であることが正式に明かされた。
アシオ
声 - 置鮎龍太郎
ベルの後輩である使用人。普段は庭師として屋敷の庭の整備なども行っている。大阪弁で話す。ベルと同様にウェダを幼い頃から知る人物。ウェダと親しく互いに好意を持っていた時期もある（ただし恋愛感情よりは家族としての親愛感情に近かった）。ウェダと非常に仲が良いため、クライヴからは一方的にライバル視されている。
異様に長いまつ毛が特徴。過去に逆まつ毛で死にかけたことがあるらしい。ちなみに少年時代は普通の長さだった。
満月の夜に無意識に行水をしてしまうなどの奇行もあるが、それを差し引いても作中では数少ない常識人の一人。
ロバート
声 - 森久保祥太郎
屋敷の使用人で、主にウェダとハレのボディーガードを担当している。初回登場時19歳。日本人であり、本名は鵲柊一（かささぎ しゅういち）。元々は殺し屋をしていたが、ベルに拾われ、屋敷に雇われてからは足を洗っている。ウェダに淡い想いを寄せている。
爽やかな好青年だが、殺人や拷問に関してはためらいなく平然と行う。暗殺技術に長けており、銃やナイフを常に携帯している。ただし体術は苦手。ワンホールショットはよほど調子が良くないとできない。
新6巻で自身が「コール」という暗殺組織に狙われたことから、迷惑がかからないようフィアステイン家での職を辞したが、問題が解決した後は再びお屋敷の仕事に戻った。
グゥにより世界中の性別が入れ替わり、後に多くの者が元の性別に戻ったが、その後も女性のままでいる数少ない人物。ハレがグゥに理由を訊いた際、「きっとMPが足りなかったんだろう！」と答えている。
クインシー・ポーター
通称QP（キューピー）。スキンヘッドで怪力の大男。片言の大阪弁でしゃべる。顔がそっくりな5人の弟妹がいる。
元は遭難時にグゥが出したちんちくりんステッキ（ちんちくりんステッキだった時は「ステッキ」と呼ばれていた）。グゥにリストラされた後、ハレの護衛としてお屋敷に雇われる。ハレの従者という立場から、初めはロバートのことを敵視していたが、後に和解。
美人の妻・セーラと、小学生ほどの可愛い娘がいて、妻は第二子を妊娠中。そのためお金が必要であり、お屋敷には内緒でこっそり現在もちんちくりんステッキのアルバイトをしている。
アレキサンダー
屋敷の使用人。通称アレックス。自家用機のパイロットとメンテナンスを主に行っている。32歳であるにもかかわらず落ち着きのない風貌・言動をしているが、パイロットとしての腕は確か。アルヴァから金を積まれてウェダの暗殺計画に加担したが、その後改心。
バツ3で、毎月多額の養育費を支払っているが、元妻たちから子供と面会することを禁止されている。
日本にいた時に道端でスカウトされるも、撮影したのはゲイビデオだった。
シャーリー
屋敷の使用人。アレックスと行動を共にしており、自家用機内の乗務員も兼ねている。容姿の可愛らしい女性だが、サディストでアレックスが傷つき、へこむ姿を見るのが生きがい。しかし互いの信頼関係は厚いようである。

#### 都会の学校
リタ
声 - 高野直子
ハレと同じクラスの女友達。美人で面倒見が良く、心優しいクラスの人気者だが、内心は極度の個人主義者。「友達だと思っているのは自分だけかもしれない」という疑心暗鬼から、自身を他人に優しくすることに自己満足している人間と思い込むようになってしまった。しかしハレとの出会いと別れを経て変わっていき、『友達』を知った。
ハレの都会で最も仲が良い友達の一人。その仲の良さから、マリィからはライバル視されている。しかしリタはそれに気づいていない様子である。
ジョニー
声 - 青山桐子
ハレのクラスメイト。ハレと最も仲の良かった男友達。とりたてて特徴はないが、気さくで友達思いの良い子。ストロベリーアイスが好き。
メリー
声 - 西原久美子
アニメ版の名前はメアリー。ハレの通う小学校の担任。とても童顔で、見ようによっては10代にも見える30歳。声がちょっと癇に障る可愛い人。好きな食べ物はハンバーグ。
心の中では児童向け番組のお姉さんのように人形がそばにいて、自分の行動に合わせてウサギとクマのぬいぐるみが遊んでいるらしいが彼女にしか見えない。ちなみにウサギはルーシー（声 - 清水香里）といいおとなしく、クマはチャッキー（声 - 小野坂昌也）といいやんちゃな性格らしい。
ヨハン
声 - 高戸靖広
アニメ版の名前はハンス。ハレをいじめる一人で、ジェイク（声 - 伊藤健太郎）とダイナ（声 - 宮田幸季）という取り巻きをいつも連れている。リタに想いを寄せているが、彼女からはひどく毛嫌いされており、ハレへのいじめに耐えかねた彼女によって顔を殴られ、罵倒された。小学生時代・中学生時代と2度ハレに食って掛かったが、1度目はロバートに、2度目はハレにやられてしまう。
『ハレグゥ』では前シリーズ登場時より痩せて、昔の面影は全くなくなっている。まだリタのことを諦めきれていなかったが、最終的にフラれてしまった。
タマ
声 - 神代知衣
ダマの双子の妹。高等部の音楽教師兼掃除のおばさん（掃除は趣味でやっている）。ダマとは違い色白。幼い頃は病弱で、双子であるのに何もかも自分より恵まれていたダマに嫉妬し、嫌っていた。彼女らの争いが原因で世界が破滅しそうになるが、後に和解。

#### ウイグルのルームメイト
ロイド
ウイグルの部屋の持ち主。成績優秀、医者の家系のおぼっちゃまというエリート。気さくな性格でハンサム。女性との付き合いは広い。
サラ
長髪の美人。大学では物理を専攻。おとなしそうな外見だが意外と激しい性格。
アン
天然パーマで目元にそばかすがある可愛らしい女性。家庭的で誰にでも優しい大学の人気者。明るく振る舞っていたが、実は母親の病気の手術費用が足りないことを悩んでいた。ハレと共謀して誘拐事件をでっちあげ、身代金としてフィアステイン家から手術費用を得ることを画策したが、グゥの活躍で失敗に終わる。
ユウキ
自己主張が苦手でほとんどしゃべらない。ロイド曰く「照れ屋」。休日はどこかを放浪している。外見は男っぽいが、女である。

#### その他の人々
アンジェラ
演技派の人気女優。アルヴァの母親。女優業に身が入りすぎて育児は疎か。
新6巻では、仕事を口実にしてジャングルの家に仕えるアルヴァの様子を見に来る。本当はアルヴァが心配で仕方がないが、真意を悟られることに異常に抵抗し暴走する（ハレ曰く『発作』）。
リム
アンジェラの付き人であり実の妹。スケジュール管理は完璧であり、まるでエスパーのごとくアンジェラの考えていることを理解する。

### ロバートの関係者
鵲健太郎（かささぎ けんたろう）
ロバートの父親。殺し屋をしている。ロバートは、健太郎の紛らわしい言動により、彼が抗争に巻き込まれ死んだと思っていた。明るい性格だが、幼い頃のロバートとはよく殺し合いをしていたらしい。妻の尻に敷かれるタイプ。
鵲久美子（かささぎ くみこ）
ロバートの母親。ロバートは、健太郎の紛らわしい言動により、中学時代に彼女は病死したと思っていた。健太郎とロバートが危険な仕事をしていたことの心労が原因で、長く病を患っていた。現在の体調は良好なようである。
畔田ケンジ（くろだ けんじ）
ロバートの中学・高校時代の同級生。現在は大学生。ロバートとは互いを「シュウ」「クロ」と呼び合う仲。東京の「曹荘」というアパートで一人暮らしをしている。日本に漂着したハレ達15人を、ウェダの実家に帰るまでの間、部屋にかくまっていた。新6巻で、コールによりロバートを誘い出すための人質として誘拐・監禁された。その後ロバートらにより救出される。
マーガレット
暗殺組織のリーダーで、主に仕事の受注や作戦立案を担当している。14歳。幼い頃に足を悪くしたため身体能力は低いが、頭脳に優れる（例えば円周率を暗唱させれば3、4日は続く）。ハレとロバートの頼みで畔田救出に協力し、後に莫大な依頼料をハレに請求した（ロバートが支払うものと思っていたため）。
タイガーリリー
暗殺組織の一員。16歳。愛称はリリー。武器は日本刀。黒い長髪で腕には包帯を巻いている。冷徹な発言が多い。
ダリア
暗殺組織の一員。17歳。中国風の服装をしている。いつも穏やかな笑みを湛えているが、バスケットボールを一撃で押し潰すほどの怪力を持っている。力を発揮している時は真顔になる。
ダンデライオン
暗殺組織の一員。15歳。愛称はダン。一見少年のようだが、女性。ナイフを扱うことが得意で、リンゴの皮むきから人体切断まで何でもこなす。
カモミール
暗殺組織の一員。12歳。三つ編みにメガネをかけた穏やかそうな少女。恋愛表現は苦手。射撃の達人である。
C・ブロッサム（チェリー・ブロッサム）
暗殺組織の一員。8歳。メンバー内では最年少。化学知識が豊富で、背負っているランドセルの中にはたくさんの化学薬品が詰められている。それを用いて、暗殺で使う毒・爆弾・催眠ガス・煙幕などを製造できる。最近は花火製造が趣味らしい。

## 単行本
ジャングルはいつもハレのちグゥ
- 第1巻 1998年1月発売、ISBN 4-87025-245-7
- 第2巻 1998年7月発売、ISBN 4-87025-324-0
- 第3巻 1999年2月発売、ISBN 4-87025-465-4
- 第4巻 1999年8月発売、ISBN 4-7575-0069-6
- 第5巻 2000年2月発売、ISBN 4-7575-0174-9
- 第6巻 2000年6月発売、ISBN 4-7575-0259-1
- 第7巻 2000年11月発売、ISBN 4-7575-0344-X
- 第8巻 2001年8月発売、ISBN 4-7575-0523-X
- 第9巻 2002年4月発売、ISBN 4-7575-0677-5
- 第10巻 2003年1月発売、ISBN 4-7575-0853-0

ハレグゥ
- 第1巻 2003年8月22日発売、ISBN 4-7575-1009-8
- 第2巻 2004年4月22日発売、ISBN 4-7575-1139-6
- 第3巻 2004年11月22日発売、ISBN 4-7575-1323-2
- 第4巻 2005年9月22日発売、ISBN 4-7575-1522-7
- 第5巻 2006年7月22日発売、ISBN 4-7575-1722-X
- 第6巻 2007年3月22日発売、ISBN 978-4-7575-1968-8
- 第7巻 2007年11月22日発売、ISBN 978-4-7575-2133-9
- 第8巻 2008年7月22日発売、ISBN 978-4-7575-2323-4
- 第9巻 2009年3月21日発売、ISBN 978-4-7575-2510-8
- 第10巻 2009年11月21日発売、ISBN 978-4-7575-2716-4

## アニメ
テレビアニメはテレビ東京系列ほか全9局ネットで放送された。全26話。テレビ東京では2001年4月3日から同年9月25日に毎週火曜日の18時00分から18時30分に放送。テレ朝チャンネルでも放送された。
テレビ版の放送終了後にバンダイビジュアルからOVAシリーズ『ジャングルはいつもハレのちグゥ デラックス』（以下『デラックス』）が全6巻12話発売。さらにOVA第2期である『ジャングルはいつもハレのちグゥ FINAL』（以下『FINAL』）も全7巻14話作られた。OVA版はテレビ版の直接的な続編として作られている。
テレビアニメ版は30分1話構成、OVA版は各巻15分のエピソードの2本立てとなっている。
テレビ版・OVA版ともに原作コミックのストーリーをベースにしているが、エピソードの順序が異なり、ギャグシーンに関してはアニメ独自のものがある。テレビ版とOVA版をあわせれば原作『ジャングルはいつもハレのちグゥ』のストーリーはほぼ網羅されているが、アニメが終わった後の作品である『ハレグゥ』のストーリー・キャラクターについては一切触れられていない。
次回予告はハレを演ずる愛河による、早口言葉でのナレーションになっている。
『デラックス』のED演出は山本寛に刺激を与え、後にアニメ『涼宮ハルヒの憂鬱』にてハルヒダンスを生む基礎となった。
『FINAL』はアニメーション神戸第9回作品賞・パッケージ部門を受賞した。

### テレビアニメ

#### スタッフ
- 原作 - 金田一蓮十郎
- 監督 - 水島努
- シリーズ構成 - 横手美智子
- 総作画監督 - 釘宮洋
- 美術監督 - 高崎あゆみ
- 色彩設計 - 松谷早苗
- 編集 - 小島俊彦
- 録音監督 - 大熊昭
- 音楽 - 多田彰文
- プロデューサー - 具嶋朋子、板橋秀徳、茂木仁史、齋藤敦
- 製作 - テレビ東京、創通映像、シンエイ動画

#### 主題歌
オープニングテーマ「LOVE☆トロピカｰナ」
作詞 - 吉元由美 / 作曲 - 小杉保夫 / 編曲 - 京田誠一 / 歌 - Sister MAYO
エンディングテーマ「おはし」
作詞 - 梅原恵理 / 作曲 - 梅原恵理 / 編曲 - 徳武弘文 / 歌 - 0930（オクサマ）
エンディングではAメロは2番、サビは1番の歌詞が使用されている（Bメロは省略、またAメロは原曲の半分の長さとなっている）。
最終話ではエンディング映像が一部変更されている。

#### 各話リスト
| 話数       | サブタイトル                                                | 脚本       | コンテ            | 演出              | 作画監督          | 放送日        | ビデオ・DVD区分 |
| ---------- | ----------------------------------------------------------- | ---------- | ----------------- | ----------------- | ----------------- | ------------- | --------------- |
| illusion1  | はじまり・はじまり                                          | 横手美智子 | 水島努            | 水島努            | 釘宮洋            | 2001年 4月3日 | 第1巻           |
| illusion2  | お昼寝ぐーぐー                                              | 萩田寛子   | 池端たかし        | 池端たかし        | 針金屋英郎        | 4月10日       | 第1巻           |
| illusion3  | 胸毛でGO!                                                   | 横手美智子 | 善聡一郎          | 善聡一郎          | 嶋津郁雄          | 4月17日       | 第2巻           |
| illusion4  | おはチュー                                                  | 萩田寛子   | 義野利幸          | 山本寛            | 池田和美          | 4月24日       | 第2巻           |
| illusion5  | 保健のせんせい                                              | 萩田寛子   | 池端たかし        | 池端たかし        | 針金屋英郎        | 5月1日        | 第2巻           |
| illusion6  | ビバノンノン                                                | 横手美智子 | 川崎逸朗          | 多田俊介          | 杉光登            | 5月8日        | 第2巻           |
| illusion7  | 妄想じゃんぐる                                              | 横手美智子 | 義野利幸          | 善聡一郎          | 釘宮洋            | 5月15日       | 第3巻           |
| illusion8  | バッテン山田                                                | 萩田寛子   | 山本寛            | 山本寛            | 池田和美          | 5月22日       | 第3巻           |
| illusion9  | 黒くて大きくて硬くて光ってて 臭くて奇妙な声をあげるせーぶつ | 横手美智子 | 水島努            | 水島努            | 針金屋英郎        | 5月29日       | 第3巻           |
| illusion10 | スキスキおじいさん                                          | 萩田寛子   | 善聡一郎          | 善聡一郎          | 東出太            | 6月5日        | 第3巻           |
| illusion11 | 略して海ピク                                                | 萩田寛子   | 池端たかし        | 池端たかし        | 大河原晴男        | 6月12日       | 第4巻           |
| illusion12 | お祭りどんどん                                              | 横手美智子 | 川崎逸朗 佐藤雅弘 | 多田俊介          | 杉光登            | 6月19日       | 第4巻           |
| illusion13 | でっかい箱                                                  | 横手美智子 | 水島努            | 善聡一郎          | 針金屋英郎        | 6月26日       | 第4巻           |
| illusion14 | ブー!                                                       | 萩田寛子   | 武本康弘          | 武本康弘          | 米田光良          | 7月3日        | 第4巻           |
| illusion15 | ポクテ伝説                                                  | 横手美智子 | 霧島悟郎 水島努   | 池端たかし 水島努 | 釘宮洋 針金屋英郎 | 7月10日       | 第5巻           |
| illusion16 | そい寝                                                      | 萩田寛子   | 正木伸之介        | 多田俊介          | 杉光登            | 7月17日       | 第5巻           |
| illusion17 | ウェンディ17才                                              | 萩田寛子   | 善聡一郎          | 善聡一郎          | 原勝徳            | 7月24日       | 第5巻           |
| illusion18 | スキスキおじいさんデラックス                                | 水島努     | 水島努            | 水島努            | 東出太            | 7月31日       | 第5巻           |
| illusion19 | しゃらんら                                                  | 横手美智子 | 池端たかし        | 池端たかし        | 山沢実            | 8月7日        | 第6巻           |
| illusion20 | まっちろ                                                    | 横手美智子 | 山本寛            | 山本寛            | 米田光良          | 8月14日       | 第6巻           |
| illusion21 | エアポート21 〜和食と洋食〜                                 | 萩田寛子   | 多田俊介          | 多田俊介          | 関口可奈味        | 8月21日       | 第6巻           |
| illusion22 | ロバさん                                                    | 萩田寛子   | 義野利幸          | 善聡一郎          | 原勝徳            | 8月28日       | 第6巻           |
| illusion23 | パチモン                                                    | 横手美智子 | 水島努            | 下田久人          | 乙幡忠志          | 9月4日        | 第7巻           |
| illusion24 | ご休憩                                                      | 萩田寛子   | 武本康弘          | 武本康弘          | 米田光良          | 9月11日       | 第7巻           |
| illusion25 | 恐怖! 人情鬼ごっこ                                          | 横手美智子 | 義野利幸          | 下田久人          | 針金屋英郎        | 9月18日       | 第7巻           |
| illusion26 | おしまい・おしまい                                          | 横手美智子 | 水島努            | 水島努            | 釘宮洋            | 9月25日       | 第7巻           |

#### 放送局
| 放送地域       | 放送局             | 放送期間               | 放送日時                 | 放送系列                       |
| -------------- | ------------------ | ---------------------- | ------------------------ | ------------------------------ |
| 関東広域圏     | テレビ東京         | 2001年4月3日 - 9月25日 | 火曜 18時00分 - 18時30分 | テレビ東京系列                 |
| 北海道         | テレビ北海道       | 2001年4月3日 - 9月25日 | 火曜 18時00分 - 18時30分 | テレビ東京系列                 |
| 愛知県         | テレビ愛知         | 2001年4月3日 - 9月25日 | 火曜 18時00分 - 18時30分 | テレビ東京系列                 |
| 大阪府         | テレビ大阪         | 2001年4月3日 - 9月25日 | 火曜 18時00分 - 18時30分 | テレビ東京系列                 |
| 岡山県・香川県 | テレビせとうち     | 2001年4月3日 - 9月25日 | 火曜 18時00分 - 18時30分 | テレビ東京系列                 |
| 福岡県         | TVQ九州放送        | 2001年4月3日 - 9月25日 | 火曜 18時00分 - 18時30分 | テレビ東京系列                 |
| 三重県         | 三重テレビ         | 2001年6月 -            | 金曜 6時00分 - 6時30分   | 独立UHF局                      |
| 日本全域       | BSジャパン         | 2001年4月4日 - 9月26日 | 水曜 18時25分 - 18時55分 | テレビ東京系列・BSデジタル放送 |
| 日本全域       | AT-X               |                        |                          | アニメ専門チャンネル           |
| 日本全域       | キッズステーション |                        |                          | アニメ専門チャンネル           |

### OVA

#### スタッフ (OVA)
ジャングルはいつもハレのちグゥ デラックス
- 監督 - 水島努
- シリーズ構成 - 横手美智子
- 総作画監督 - 釘宮洋
- 美術監督 - 高崎あゆみ
- 色彩設計 - 松谷早苗
- 音響監督 - 小林克良（1-3巻）→大熊昭（4-6巻）
- 音楽 - 多田彰文
- プロデューサー - 湯川淳、倉重宣之、板橋秀徳、八木仁、茂木仁史、齋藤敦
- 製作 - バンダイビジュアル、エニックス、創通エージェンシー、日本コロムビア→コロムビアミュージックエンタテインメント、シンエイ動画

ジャングルはいつもハレのちグゥ FINAL
- 監督 - 水島努
- シリーズ構成 - 横手美智子
- 総作画監督 - 釘宮洋
- 美術監督 - 古賀徹
- 色彩設計 - 松谷早苗
- 音響監督 - 大熊昭
- 音楽 - 多田彰文
- 音楽プロデューサー - 八木仁
- プロデューサー - 湯川淳、倉重宣之、中野崇、山崎敦、茂木仁史、齋藤敦
- 製作 - バンダイビジュアル、スクウェア・エニックス、創通映像、シンエイ動画

#### 主題歌 (OVA)
ジャングルはいつもハレのちグゥ デラックス
オープニングテーマ「LOVE☆トロピカｰナ デラックス」
作詞 - 吉元由美 / 作曲 - 小杉保夫 / 歌 - Sister MAYO
オープニングではCD収録版でのハレがこれまでの各話サブタイトルを歌う箇所が早口言葉（各話ごとに違う）に変更され、その部分の歌詞テロップは横流れのロール式で表示される。
エンディングテーマ「ファンファン&シャウト」
作詞 - 斎藤謙策 / 作曲 - ジャック・伝・ヨール / 歌 - Sister MAYO
本作の登場人物がダンスする映像が用いられる。
第5巻（Illusion X）では一度EDが流れた後、エピローグが挿入されて再びEDが始まるが、冒頭部分のみでハレに「もう いいわ!」と打ち切られる演出。
最終回では映像はスタッフロールのみで、フルバージョンで使用。

ジャングルはいつもハレのちグゥ FINAL
オープニングテーマ「LOVE☆トロピカｰナ ファイナル」
作詞 - 吉元由美 / 作曲 - 小杉保夫 / 歌 - Sister MAYO withファイナル隊
タイトルに「LOVE☆トロピカ〜ナ」とあるが、この曲は全く別の曲である。
エンディングテーマ「テルテル坊主」
作詞 - 斎藤謙策 / 作曲 - ジャック・伝・ヨール / 歌 - ハレ（愛河里花子）
こちらも最終回ではスタッフロールのみの映像で、フルバージョン。また、ED後にエピローグが挿入されている。

#### 各話リスト (OVA)
| 話数                                      | サブタイトル                                                                    | 脚本                                      | コンテ                                    | 演出                                      | 作画監督                                  | ビデオ・DVD区分                           | 発売日                                    |                                           |
| ジャングルはいつもハレのちグゥ デラックス | ジャングルはいつもハレのちグゥ デラックス                                       | ジャングルはいつもハレのちグゥ デラックス | ジャングルはいつもハレのちグゥ デラックス | ジャングルはいつもハレのちグゥ デラックス | ジャングルはいつもハレのちグゥ デラックス | ジャングルはいつもハレのちグゥ デラックス | ジャングルはいつもハレのちグゥ デラックス | ジャングルはいつもハレのちグゥ デラックス |
| ----------------------------------------- | ------------------------------------------------------------------------------- | ----------------------------------------- | ----------------------------------------- | ----------------------------------------- | ----------------------------------------- | ----------------------------------------- | ----------------------------------------- | ----------------------------------------- |
| illusion I                                | 新キャラ ♥                                                                      | 横手美智子                                | 水島努                                    | 水島努                                    | 杉光登                                    | 第1巻                                     | 2002.08.25                                |                                           |
| illusion II                               | 人妻もデラックス                                                                | 横手美智子                                | 武本康弘                                  | 武本康弘                                  | 池田和美                                  | 第1巻                                     | 2002.08.25                                |                                           |
| illusion III                              | ちょっと待って マリィたん                                                       | 萩田寛子                                  | 山本寛                                    | 山本寛                                    | 池田和美                                  | 第2巻                                     | 2002.09.25                                |                                           |
| illusion IV                               | 第二回                                                                          | 横手美智子                                | 水島努                                    | 池端たかし                                | 釘宮洋                                    | 第2巻                                     | 2002.09.25                                |                                           |
| illusion V                                | 黒くて硬くててらてら光ってて暗くて狭くて 湿ったところが好きなわりに速いせーぶつ | 横手美智子                                | 武本康弘                                  | 武本康弘                                  | 池田和美                                  | 第3巻                                     | 2002.10.25                                |                                           |
| illusion VI                               | スキスキおじいさんバーサーカー                                                  | 水島努                                    | 水島努                                    | 水島努                                    | 東出太                                    | 第3巻                                     | 2002.10.25                                |                                           |
| illusion VII                              | トキメキぴよ2マイエンジェル                                                     | 萩田寛子                                  | 池端たかし                                | 多田俊介                                  | 杉光登                                    | 第4巻                                     | 2002.11.25                                |                                           |
| illusion VIII                             | 胸毛大陸                                                                        | 水島努                                    | 水島努                                    | 水島努                                    | 原勝徳                                    | 第4巻                                     | 2002.11.25                                |                                           |
| illusion IX                               | 傾向と対策                                                                      | 萩田寛子                                  | 山本寛                                    | 山本寛                                    | 池田和美                                  | 第5巻                                     | 2002.12.21                                |                                           |
| illusion X                                | 原因と結果                                                                      | 横手美智子                                | 山本寛                                    | 山本寛                                    | 池田和美                                  | 第5巻                                     | 2002.12.21                                |                                           |
| illusion XI                               | DOGGIE AND BUNNY（前編）                                                        | 横手美智子                                | 水島努                                    | 水島努                                    | 釘宮洋                                    | 第6巻                                     | 2003.01.25                                |                                           |
| illusion XII                              | DOGGIE AND BUNNY（後編）                                                        | 横手美智子                                | 水島努                                    | 水島努                                    | 釘宮洋                                    | 第6巻                                     | 2003.01.25                                |                                           |
| ジャングルはいつもハレのちグゥ FINAL      |                                                                                 |                                           |                                           |                                           |                                           |                                           |                                           |                                           |
| illusion i                                | ごあいさつ                                                                      | 横手美智子                                | 水島努                                    | 水島努                                    | 釘宮洋                                    | 第1巻                                     | 2003.12.21                                |                                           |
| illusion ii                               | リタ                                                                            | 横手美智子                                | 水島努                                    | 水島努                                    | 釘宮洋                                    | 第1巻                                     | 2003.12.21                                |                                           |
| illusion iii                              | 学園天国                                                                        | 横手美智子                                | 佐藤雅弘                                  | 多田俊介                                  | 関口可奈味                                | 第2巻                                     | 2004.01.25                                |                                           |
| illusion iv                               | 学園地獄                                                                        | 横手美智子                                | 多田俊介                                  | 多田俊介                                  | 石井百合子                                | 第2巻                                     | 2004.01.25                                |                                           |
| illusion v                                | ともだち                                                                        | 横手美智子                                | 髙橋渉                                    | 髙橋渉                                    | 針金屋英朗                                | 第3巻                                     | 2004.02.25                                |                                           |
| illusion vi                               | 帰ってきたヨッパライ                                                            | 萩田寛子                                  | 義野利幸                                  | 高橋渉                                    | 針金屋英朗                                | 第3巻                                     | 2004.02.25                                |                                           |
| illusion vii                              | 胸毛の黙示録                                                                    | 萩田寛子                                  | 山本寛                                    | 山本寛                                    | 池田和美                                  | 第4巻                                     | 2004.03.25                                |                                           |
| illusion viii                             | てけてけラヴェンナ                                                              | 水島努                                    | 山本寛                                    | 山本寛                                    | 池田和美                                  | 第4巻                                     | 2004.03.25                                |                                           |
| illusion ix                               | RPGお試し版                                                                     | 廣川浩二                                  | 水島努                                    | 高橋渉                                    | 釘宮洋                                    | 第5巻                                     | 2004.04.25                                |                                           |
| illusion x                                | RPG海賊版                                                                       | 廣川浩二                                  | 水島努                                    | 高橋渉                                    | 釘宮洋                                    | 第5巻                                     | 2004.04.25                                |                                           |
| illusion xi                               | もう恋なんてしない                                                              | 萩田寛子                                  | 橘正紀                                    | 多田俊介                                  | 石井百合子                                | 第6巻                                     | 2004.05.25                                |                                           |
| illusion xii                              | ボクのお父さん                                                                  | 萩田寛子                                  | 多田俊介                                  | 多田俊介                                  | 関口可奈味                                | 第6巻                                     | 2004.05.25                                |                                           |
| illusion xiii                             | 硝煙は口紅の香り（前編）                                                        | 横手美智子                                | 武本康弘                                  | 武本康弘                                  | 米田光良                                  | 第7巻                                     | 2004.06.25                                |                                           |
| illusion xiv                              | 硝煙は口紅の香り（後編）                                                        | 横手美智子                                | 武本康弘                                  | 武本康弘                                  | 米田光良                                  | 第7巻                                     | 2004.06.25                                |                                           |